# Matthew Brammeier
Matthew Brammeier (Liverpool, 7 giugno 1985) è un ex ciclista su strada e pistard britannico naturalizzato irlandese, professionista dal 2011 al 2018.

## Palmarès

### Strada
- 2003 (Juniores)

Campionati britannici, Prova in linea Junior
- 2007 (Profel-Ziegler Continental Team, una vittoria)

Campionati britannici, Prova a cronometro Under-23
- 2010 (An Post-Sean Kelly, una vittoria)

Campionati irlandesi, Prova in linea
- 2011 (HTC-Highroad, due vittorie)

Campionati irlandesi, Prova a cronometro
Campionati irlandesi, Prova in linea
- 2012 (Omega Pharma-Quick Step, una vittoria)

Campionati irlandesi, Prova in linea
- 2013 (Champion System, una vittoria)

Campionati irlandesi, Prova in linea
- 2015 (MTN-Qhubeka, una vittoria)

5ª tappa Ster ZLM Toer

#### Altri successi
- 2014 (Synergy Baku Cycling Project)

Classifica scalatori Tour de Langkawi

### Pista
- 2004

Edinburgh Grand Prix Devil
Dortmund Amateur 6 Day

## Piazzamenti

### Classiche monumento
- Giro delle Fiandre

2015: ritirato
2016: ritirato
- Parigi-Roubaix

2011: fuori tempo massimo
2015: ritirato
2016: 105º
- Liegi-Bastogne-Liegi

2011: ritirato
2012: ritirato
2015: ritirato

### Competizioni mondiali
- Campionati del mondo su strada

Melbourne 2010 - In linea Elite: ritirato
Copenaghen 2011 - In linea Elite: 36º
Toscana 2013 - In linea Elite: ritirato
Doha 2016 - In linea Elite: ritirato
- Campionati del mondo su pista

Ballerup 2010 - Inseguimento a squadre: 13º
Ballerup 2010 - Scratch: 22º